# 克丽·梅尔维尔
克丽·梅尔维尔·里德（英語：Kerry Melville Reid，1947年8月7日—），澳大利亚女子网球运动员。她曾获得澳大利亚网球公开赛女子单打冠军、女子双打冠军、温布尔登网球锦标赛女子双打冠军。